# Richtlinien und Vorschriften für das Straßenwesen
Die Richtlinien und Vorschriften für das Straßenwesen (kurz RVS) sind ein mehrere tausend Seiten umfassendes österreichisches Regelwerk der Forschungsgesellschaft Straße – Schiene – Verkehr für die Bereiche Verkehrswesen und Straßenwesen. Ein vergleichbares Regelwerk wird in Deutschland von der Forschungsgesellschaft für Straßen- und Verkehrswesen erarbeitet, das aus Richtlinien, zusätzlichen Vertragsbedingungen, Empfehlungen und Merkblättern besteht.

## Bedeutung
Die RVS sind das wichtigste Handwerkszeug der österreichischen Straßenbauer. In 15 Kapiteln werden Themenkreise von Verkehrs- und Straßenplanung, über Brücken und Tunnel bis zu Umweltschutz und Qualitätssicherung behandelt. Durch die Aufnahme in Verträge für Planungen und Bauausführungen werden die RVS regelmäßig für die Beteiligten für verbindlich erklärt. Bei Bundes- und Landesstraßen sind die RVS in Österreich grundsätzlich rechtsverbindlich.
Im Rahmen von Bauausschreibungen für Straßenbauten wird in Österreich üblicherweise das Kapitel 7 (Leistungsbeschreibung Verkehr und Infrastruktur) der RVS als Basis-Leistungsbeschreibung herangezogen (siehe auch Leistungsverzeichnis). Weiters ist in den überwiegenden Fällen das Kapital 8 (Technische Vertragsbedingungen) Vertragsbestandteil bei Straßenbauleistungen in Österreich.
In Fachkreisen sind die RVS naturgemäß ein viel diskutiertes Regelwerk. Der Fachdiskussion und den neuesten Erkenntnissen entsprechend werden die RVS regelmäßig erweitert und an den Stand der Technik angepasst.